# José Antonio Torres Venegas
José Antonio Torres Venegas fue un insurgente mexicano, hijo de José Antonio el Amo Torres. Torres Venegas entró con sus fuerzas a Colima el 18 de noviembre de 1810 junto con Rafael Arteaga, mientras su padre hacía lo propio en Guadalajara. Depusieron al subdelegado Juan Linares y permanecieron en la villa de Colima hasta el 5 de mayo de 1811. Durante su estancia apresaron a los 20 españoles avecindados en Colima: Francisco Guerrero del Espinal, Alejo de la Madrid, Julián de Izedo, Jerónimo de la Maza, Juan Linares, Hilario Porrero de Mier, Pedro Sánchez, José Fernández Peredo, Julián García de la Mora, Juan García Ciaño, Hipólito Gutiérrez, Manuel Galíndez, José Arenas, Plácido Díaz, Genaro Mestas, Francisco Miranda, José Elías Vallejo, Modesto de Herrera y Tomás Bernardo de Quirós; y nombraron como depositario de sus bienes a Martín Anguiano. No obstante, la ciudad sería prontamente recuperada por las fuerzas realistas y nuevamente por los insurgentes, donde participaron además José Antonio Díaz, José Calixto Martínez y Moreno, Ignacio Sandoval y Miguel Gallaga. 